# Цзы-гао
Цзы-гао (кит. 子羔; Гао Чай) (род. 521 до н. э.) — древнекитайский философ. Ученик Конфуция. Был моложе Конфуция на 30 лет. Упоминается в «Лунь юе» (XI.18, 25) и в «Ши цзи» (глава 67). Сведений о нём и его учении практически не сохранилось. Оба упоминания о нём в «Лунь юе» носят отрицательный оттенок. Этот же оттенок сохраняется и в «Ши цзи». Скудные сведения о философе содержатся в «Кун цзы цзя юй» (глава 38), «Ли цзи» (глава Цза цзи), «Шо янь» (глава 14) и в «Янь те луне» (глава 21). Сыма Цянь не указывает место рождения Цзы-гао. «Кун цзы цзя юй» называет царство Ци.
Новым источником сведений о философе стал недавно[когда?] найденный небольшой текст на бамбуковых дощечках. Текст ранее был неизвестен. Найденное сочинение получило название «Цзы-гао». В нём изображена беседа Цзы-гао с Конфуцием. В ходе беседы Конфуций хвалит Цзы-гао за проявляемый интерес к теме происхождения трёх древних правителей (ванов): Юя, основателя династии Ся; Се, основателя династии Шан и Хоу-цзи, основателя династии Чжоу. Найденный материал позволяет уточнить историю раннего конфуцианства.